# Rokycany (powiat Preszów)
Rokycany (węg. Berki, Berkő) – wieś (obec) na Słowacji położona w kraju preszowskim, w powiecie Preszów. Pierwsza pisemna wzmianka o miejscowości pochodzi z roku 1295.